# Spinimegopis malasiaca
Spinimegopis malasiaca là một loài bọ cánh cứng trong họ Cerambycidae.